# Vanhoeffenura pulchra
Vanhoeffenura pulchra is een pissebed uit de familie Munnopsidae. De wetenschappelijke naam van de soort is voor het eerst geldig gepubliceerd in 1897 door Hans Jacob Hansen.